# Premios Óscar
El Premio de la Academia de Artes y Ciencias Cinematográficas (en inglés: Academy Awards), conocido popularmente como Premio Óscar, es una distinción anual concedida por la Academia de Artes y Ciencias Cinematográficas (en inglés: Academy of Motion Picture Arts and Sciences; acrónimo: AMPAS) en reconocimiento a la excelencia y activismo social de los profesionales de la industria cinematográfica que incluye actores, directores y escritores, ampliamente considerada el máximo honor en el cine. El Óscar es conocido oficialmente como el «Premio de la Academia al Mérito» y se trata del principal de los nueve que otorga la organización.
El acto formal en el que se presenta es una de las ceremonias más prominentes y prestigiosas del mundo, y se transmite en vivo anualmente para más de cien países. Es también la ceremonia de entrega de premios más antigua en los medios de comunicación, y sus equivalentes: el Grammy iniciado en 1959 (en la música); el Emmy, iniciado en 1949 (en la televisión), y el Tony, iniciado en 1947 (en el teatro), han seguido el modelo de la Academia.
La AMPAS fue concebida originalmente por Louis B. Mayer, presidente de Metro-Goldwyn-Mayer, como una organización que mejoraría la imagen pública de la industria del cine y ayudaría a mediar en las disputas laborales. Los Óscar fueron creados más tarde por la Academia como una recompensa «en mérito al logro obtenido» en la industria del cine.
La primera ceremonia de entrega tuvo lugar el 16 de mayo de 1929, en el hotel Roosevelt de Los Ángeles, en honor a los logros cinematográficos obtenidos en 1927 y 1928. La nonagésima septima ceremonia tuvo lugar el 2 de marzo de 2025 en el Dolby Theatre, en honor a los logros de 2024.

## Historia

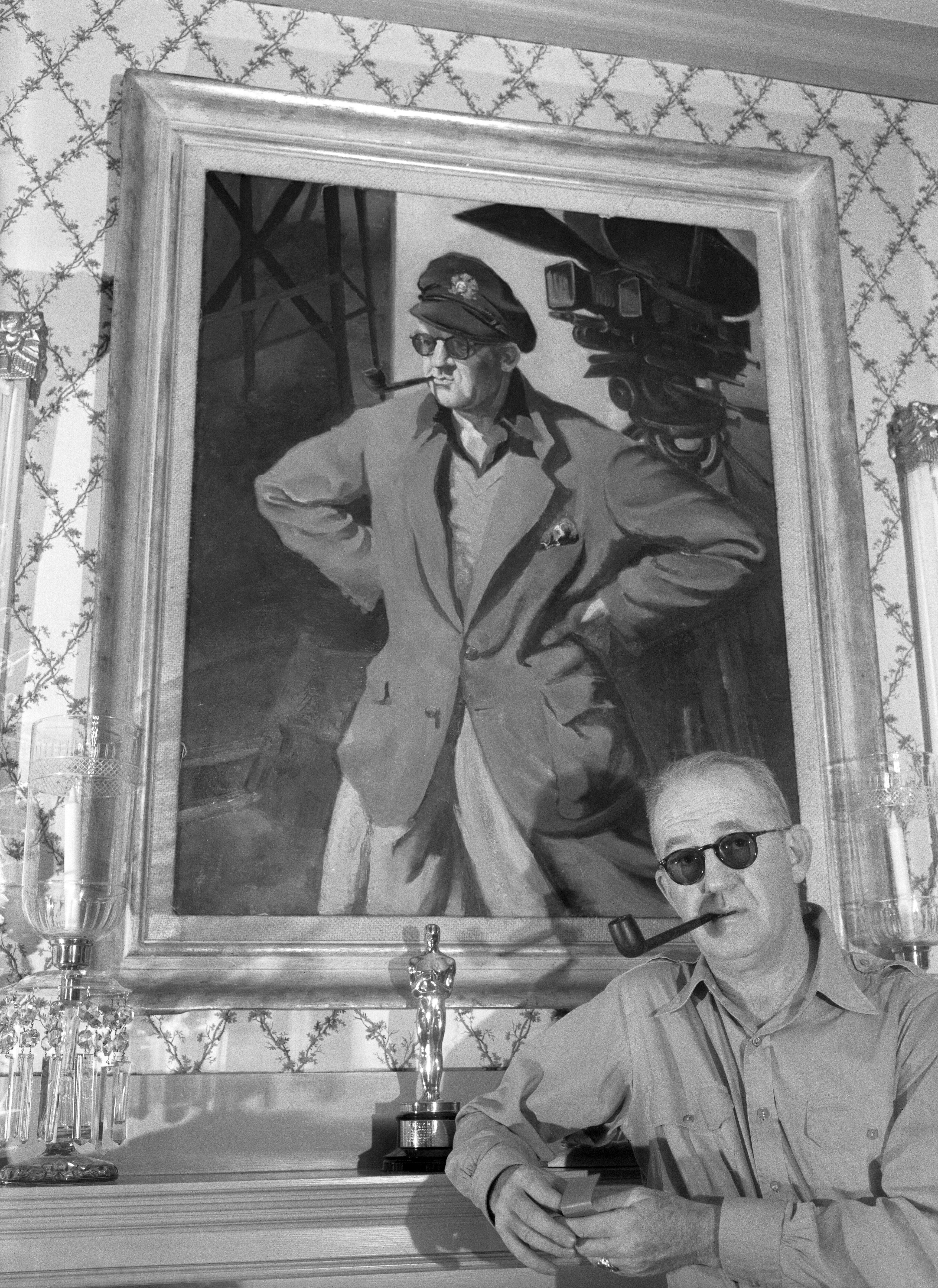
El director John Ford y su Óscar, en 1940.

La primera ceremonia se presentó el 16 de mayo de 1929, en un almuerzo privado en el hotel Hollywood Roosevelt, con una audiencia de cerca de 270 personas. La fiesta llevada a cabo después de la ceremonia tuvo lugar en el Hotel Mayfair. El costo de los boletos para los invitados a la ceremonia fue de cinco dólares. Se entregaron quince estatuillas, y se premiaron artistas, directores y otras personalidades de la industria del cine por sus trabajos, estrenados entre 1927 y 1928.
Aunque la Academy of Motion Picture Arts fue creada en 1927 por 36 personalidades de Hollywood, la estatuilla que representa su premio fue elaborada al año siguiente por el escenógrafo de la Metro Goldwyn Mayer, Cedric Gibbons y, según indican algunas fuentes, el actor y director mexicano Emilio Fernández (El Indio Fernández) sirvió de modelo para dibujar el boceto. El nombre de Oscar fue acuñado por la actriz norteamericana Margaret Herrick, cuando mencionó que el hombre de la estatuilla, se parecía a su tío Oscar.
Los ganadores se anunciaban con tres meses de anterioridad a la ceremonia; sin embargo, esto cambió a partir de la segunda premiación, en 1930. Desde entonces y durante la primera década, los resultados se entregaron a los periódicos para su publicación a las 11 p. m., durante la ceremonia. Este método fue reemplazado después de que Los Angeles Times avisara a los ganadores antes de que iniciara la ceremonia. Por ello, desde 1941 empezaron a usarse los sobres sellados con los nombres de los ganadores.
Durante las primeras seis ceremonias, el periodo de elegibilidad se prolongó por dos años. Por ejemplo, la segunda ceremonia, que tuvo lugar el 3 de abril de 1930, reconoció películas que se estrenaron entre el 1 de agosto de 1928 y el 31 de julio de 1929. A partir de la séptima ceremonia, llevada a cabo en 1935, el periodo de elegibilidad era el año inmediatamente anterior, desde el 1 de enero hasta el 31 de diciembre.[cita requerida]
A partir de 1931, el premio se conocería popularmente con el nombre de Oscar. Luego de 1934, concursarían las películas estrenadas entre el 1 de enero y el 31 de diciembre anteriores a la entrega de la estatuilla. A partir de 1935, tuvo inicio una tendencia democratizadora: Frank Capra dirigió la Academia, e intentó evitar presiones de las grandes empresas productoras y los favoritismos de los miembros de la Academia.[cita requerida]
Finalmente, el 4 de mayo de 1927 unos 36 profesionales de la industria cinematográfica convocaron una reunión para crear la "Academy of Motion Picture Arts and Sciences", con el objetivo de "mejorar la calidad artística del cine, crear una plataforma común para las distintas ramas y oficios de la industria, fomentar la investigación técnica y el progreso cultural". Hoy son ya más de 5000 miembros quienes trabajan en la Academia.[cita requerida]
Una de las circunstancias que contribuyeron a que estos premios adquirieran más popularidad fue que nacieron en el periodo de transición entre el cine mudo y el cine sonoro. Por ello, en la primera ceremonia todas las cintas seleccionadas eran mudas. Al año siguiente, el sonido inundó la entrega de los Óscar; por eso, no es extraño que triunfara un musical como Melodías de Broadway, de Harry Beaumont.[cita requerida]
El primer actor galardonado fue Emil Jannings, por su actuación en The Last Command y en The Way of All Flesh. Sin embargo, el actor tuvo que regresar a Europa antes de la ceremonia, por lo que la Academia acordó darle la estatuilla antes; esto hizo que Jannings fuese el primer ganador del Óscar en la historia. Las personas que eran condecoradas recibían su premio por todos los trabajos realizados en una categoría específica durante el periodo de calificación; por ejemplo, Jannings recibió el Óscar por dos películas que protagonizó durante ese periodo. A partir de la cuarta ceremonia, el sistema cambió y las personas comenzaron a ser reconocidas por una actuación en particular en una sola película. Hasta la octogésima tercera ceremonia, llevada a cabo en 2011, se han entregado un total de 2 809 estatuillas para 1 853 premios. Igualmente, un total de 302 actores han ganado el Óscar en categorías de actuación o en categorías honoríficas o juveniles.
Ben Hur (1959), Titanic (1997) y El Señor de los Anillos: el retorno del Rey (2003) son las películas con más premios Óscar en su haber, con 11 premios cada una. La película Beau Geste, de 1939, es la única cinta que contiene al menos cuatro actores ganadores del Óscar en la categoría de mejor actor o actriz en un papel protagónico (Gary Cooper, Ray Milland, Susan Hayward y Broderick Crawford) antes que alguno de ellos hubiese ganado el premio.
Walt Disney es el personaje que más premios de la Academia ha ganado: 22 premios Óscar por sus trabajos en cine y 4 premios honoríficos.
Dos actores han ganado el premio Óscar después de fallecer: el actor británico Peter Finch, por la película Network (1976), y el actor Heath Ledger, por la película The Dark Knight (2009).
La actriz que más premios Óscar ha ganado es Katharine Hepburn, la actriz tiene 4 estatuillas en su haber. La actriz con más nominaciones es Meryl Streep, con 21 menciones. La persona viva con más nominaciones es el compositor John Williams, quien alcanzó en 2016 su nominación número 50, y ganó el premio en cinco ocasiones.
En la vigésimo novena ceremonia, la cual tuvo lugar el 27 de marzo de 1957, se introdujo la categoría de mejor película extranjera. Hasta entonces, dichas películas eran galardonadas con un premio especial.[cita requerida]

## Estatuilla

### Diseño

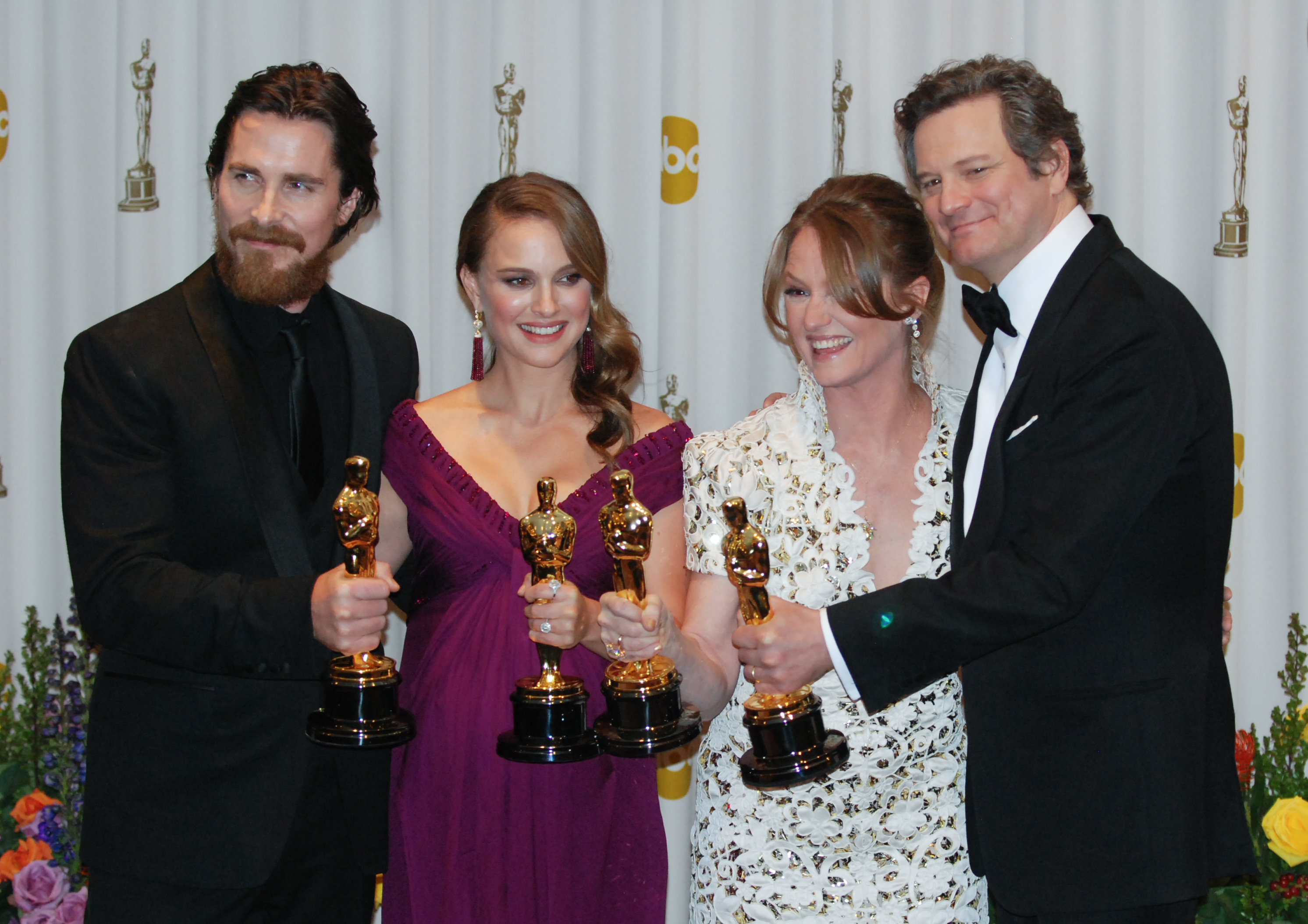
Los actores Christian Bale, Natalie Portman, Melissa Leo y Colin Firth —de izquierda a derecha—, ganadores en las categorías interpretativas en la edición 83° sosteniendo el Óscar; 27 de febrero de 2011.

Aunque la AMPAS entrega anualmente otros galardones, el más conocido es el «premio de la Academia al Mérito», también llamado «premio Óscar». El trofeo consiste en una estatuilla de metal de Britania chapada en oro sobre una base metálica negra, de 34 centímetros de altura y 3,85 kilogramos de peso, que muestra a un caballero desnudo, al estilo art déco, el cual mantiene los brazos cruzados sosteniendo una espada sobre un rollo de película de cinco radios. Dichos radios representan las cinco ramas originales de la Academia: actores, escritores, directores, productores y técnicos.
Hay otros siete galardones (premio en memoria a Irving G. Thalberg, premio humanitario Jean Hersholt, premio Gordon E. Sawyer, premio al Mérito Técnico o Científico, premio a los Logros Técnicos, medalla al mérito John A. Bonner y Premio Juvenil de la Academia), más otros dos que no tienen periodicidad anual (el premio Especial de la Academia y el premio Honorífico; los cuales pueden tener o no la forma de la estatuilla del Óscar).
En 1928, el director de arte de la Metro-Goldwyn-Mayer, Cedric Gibbons —uno de los miembros originales de la Academia—, supervisó el diseño del premio a partir de un boceto en papel. Necesitado de un modelo para su estatua, Gibbons fue presentado por su futura esposa Dolores del Río al actor y director mexicano Emilio "El Indio" Fernández. Dubitativo al principio, Fernández fue convencido finalmente a posar desnudo para crear lo que hoy es conocido como el Óscar. El escultor George Stanley diseñó la estatuilla en arcilla y Sachin Smith la fundió con un 92,5% de estaño y un 7,5% de cobre bañado en oro. La única modificación aplicada a la estatuilla desde su creación es un cambio menor en su base metálica. El molde original del Óscar fue elaborado en 1928 en la Fundición C.W. Shumway & Sons en Batavia, Illinois, de donde también han salido los moldes para las estatuillas del trofeo Vince Lombardi y para los Emmy. Desde 1983, se hacen las estatuillas (unas 50 por edición) en el R.S. Owens & Company, ubicada en Chicago.
Tras la intervención de los Estados Unidos en la Segunda Guerra Mundial, las estatuillas entregadas entre 1942 y 1945 fueron hechas con yeso; luego de la guerra, estas fueron sustituidas por las originales.

### Nombre
El origen del nombre «Óscar» es aún muy debatido. Una biografía de la actriz Bette Davis afirma que la estatuilla fue nombrada como tal en honor a su primer esposo, Oscar Nelson; una de las primeras menciones de la estatuilla como «el Óscar» se remonta a 1934, en un artículo realizado por la revista TIME sobre la sexta ceremonia de entrega de premios. En 1932, Walt Disney citó haber agradecido a la Academia por el Óscar que ganó en dicho año.
Una versión muy extendida acerca del nombre de la estatuilla tuvo origen en 1931, cuando la secretaria ejecutiva de la Academia, Margaret Herrick, vio por primera vez el premio e hizo una referencia con su «tío Óscar» (sobrenombre para su primo Oscar Pierce). El columnista Sidney Skolsky, quien estuvo presente cuando Margaret Herrick nombró la estatuilla, adoptó el nombre en uno de sus artículos el cual rezaba: «los empleados han nombrado afectuosamente su famosa estatuilla como Óscar».
Finalmente, en 1939, el premio fue llamado oficialmente «Óscar» por la AMPAS. Otra versión acerca del origen del nombre se originó con Eleanor Lilleberg, secretaria ejecutiva de Louis B. Mayer, quien al ver la estatuilla exclamó: «¡se parece al rey Óscar II!».

### Propiedad de las estatuillas
Desde 1950, las estatuillas fueron acogidas legalmente para que ni el ganador ni sus herederos las puedan vender sin antes haberlas ofrecido a la Academia por el precio establecido de un dólar. Si el ganador se niega a aceptar dicha disposición, la Academia se quedará con la estatuilla. Las estatuillas del Óscar que no estuvieron protegidas bajo esta ley fueron vendidas en subastas públicas y privadas bajo sumas superiores a seis cifras. En diciembre de 2011, el Óscar que Orson Welles ganó por Ciudadano Kane en 1941 fue subastado después de que en 2004 sus herederos ganaran un litigio legal que aseguraba que Welles no firmó para devolver la estatuilla a la Academia.
Mientras que el Óscar esté bajo la propiedad del ganador, no podrá venderse en el mercado. El nieto de Michael Todd intentó vender su Óscar a un coleccionista en 1989, pero la Academia acudió a instancias legales en donde finalmente pudo recuperar la estatuilla. A pesar de que, en muchos casos, la venta de un Óscar se lleva a cabo de forma efectiva en el mercado regular, muchos de los compradores deciden devolver la estatuilla a la Academia, en donde es guardada en su tesoro.

## Candidaturas

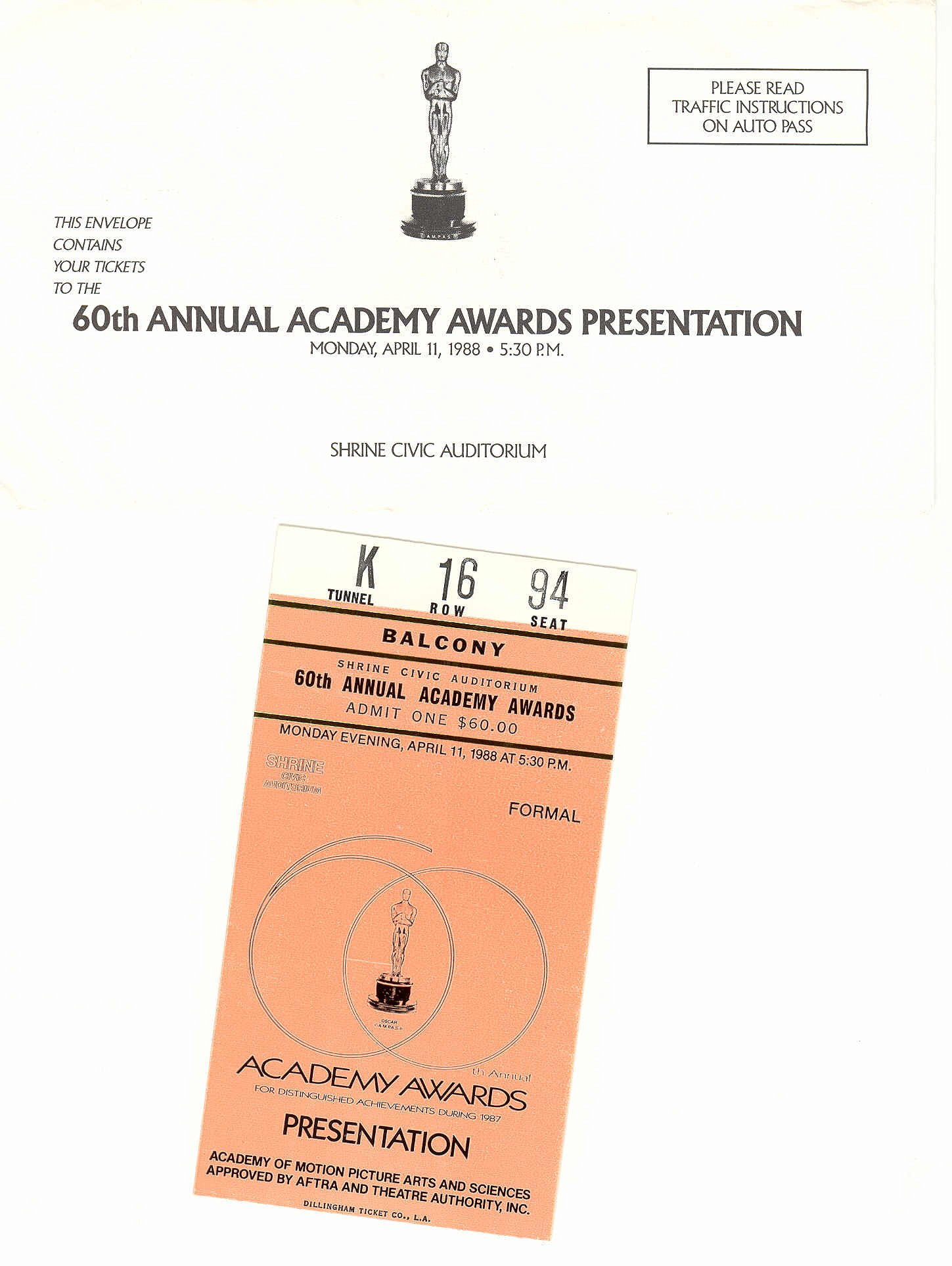
Boleto de entrada para la sexagésima -60°- ceremonia de entrega de premios.

Desde 2004, los candidatos al Óscar son anunciados en público a finales del mes de enero; antes de 2004 eran anunciados a principios de febrero.

### Votantes
En el año 2012, la AMPAS concentra cerca de 5783 miembros dispuestos a votar. Dichos miembros están divididos en distintas ramas, las cuales representan a las diferentes disciplinas contenidas en la realización de una película. Los actores constituyen el bloque de votación más numeroso, con 1311 miembros, cerca del 22% de la composición de la Academia. Los votos han sido auditados por la firma PricewaterhouseCoopers durante las últimas 73 ceremonias.
Todos los miembros de la AMPAS deben ser invitados a la Junta de Gobernadores, en representación del Comité Ejecutivo de la Academia. Los miembros pueden ser elegidos a partir de una nominación o por sus contribuciones al cine.
La inclusión de nuevos miembros es estudiada anualmente. La Academia no hace públicos los nombres de sus nuevos miembros, a pesar de que en 2007 fueron revelados a través de un comunicado de prensa. En dicho comunicado también se dio a conocer que el número de votantes ascendía a no más de 6000 personas. Mientras que el número de miembros ha crecido anualmente, diferentes políticas se han implementado para mantener dicho número constante.
En mayo de 2011, la Academia envió una carta a sus miembros para informar sobre la implementación de un nuevo sistema de votación en línea, el cual sería implementado a partir de 2013.

### Reglas
Actualmente, según las reglas #2 y #3 de las Reglas Oficiales de los Premios de la Academia, una película debe estrenarse en el condado de Los Ángeles (a excepción de las películas extranjeras) entre el 1 de enero y el 31 de diciembre del año anterior, ambos inclusive, para poder competir. Así, la cinta ganadora del Óscar a la mejor película de 2010, The Hurt Locker, se estrenó por primera vez en 2008, pero no pudo participar en los premios de 2009 porque no se estrenó en Los Ángeles hasta ese mismo año, por lo que competiría finalmente en la ceremonia de 2010. En 2020, debido a la pandemia del coronavirus, la junta de gobernadores de la Academia de Artes y Ciencias Cinematográficas acordó que se permitiría a las películas optar para entrar a la competencia sin la necesidad de haber sido proyectada por una semana en un cine del área de Los Ángeles, ya que los cines de la mayoría de Estados Unidos estuvieron cerrados en 2020.
La regla #2 estipula que los largometrajes deben tener una duración de 40 minutos como mínimo y estar sobre un formato de 35mm o 70mm, o en formatos de 24 o 48 cuadros por segundo, a través de escaneo digital con una resolución nativa en formato no menor a 1280x720.
Los productores deben rellenar un formulario a través de internet para inscribir su película durante un plazo determinado como condición para que la película sea considerada elegible en la siguiente ceremonia. El formulario incluye los créditos de la película para todas las categorías de entrega de premios, luego, cada formulario se corrobora y se añade a la lista de «Realizaciones Elegibles».
A finales de diciembre, copias de dicha lista con sus respectivas boletas de votación son enviadas a los miembros de la Academia. Para la mayoría de las categorías, los miembros solo pueden votar según la rama a la que pertenezcan, es decir que los guionistas solo votan por guionistas, los directores por directores, los actores por actores, etc. En el caso de ciertas categorías como mejor película extranjera, mejor película animada y mejor documental, los candidatos al Óscar son elegidos por un comité especial conformado por algunos miembros de todas las ramas. En el caso de la categoría de mejor película, todos los miembros de la Academia pueden votar. Las películas extranjeras deben incluir subtítulos en inglés y cada país solo puede presentar una película por año, dichas cintas son sometidas a filtros hasta obtener las finalistas que competirán por la estatuilla.
En la primera ronda de votación, los miembros eligen a los candidatos de sus respectivas ramas, a excepción de la categoría de mejor película en la que todos pueden votar. Los ganadores son elegidos en la segunda ronda, en donde todos los miembros pueden votar en la mayoría de las categorías, incluyendo la de mejor película.
En las ediciones 2020-2021 y con motivo de la pandemia de coronavirus, la academia permitió competir de forma excepcional a películas estrenadas en línea.Las reglas con respecto a la emisión en salas de cines cuentan con excepciones para los premios a: Largometraje Animado, Cortometraje Animado, Largometraje Documental, Cortometraje Documental, Largometraje Internacional, Cortometraje Live-Action, y los premios de Música.
En 2023, se anunció la creación de las categorías a Mejor Diseño de Secuencias de Acción, que aplicará para la edición del 2028, y Mejor Dirección de Casting, que aplicará para la edición del 2027. En 2025, se anunció que a partir de la edición del 2026, si un miembro de la Academia quiere votar en una categoría, deberá haber visto todas las películas nominadas a través del sistema oficial de visionado de la Academia, Academy Screening Room, o completando un formulario que certifique que vieron la película en otros medios.

## Ceremonia

### Transmisión
La mayoría de las ceremonias son transmitidas en vivo, frecuentemente entre febrero y marzo, seis semanas después de revelarse los candidatos. La ceremonia reconoce los logros obtenidos en cuestión de cinematografía del año anterior y es la culminación de la temporada de entrega de premios, la cual inicia entre noviembre y diciembre. La ceremonia inicia con la alfombra roja, en donde candidatos e invitados desfilan, vistiendo trajes y vestidos que están a la vanguardia de la moda; el esmoquin negro es el traje más común entre los hombres desde el inicio de los premios, a veces, la corbata es reemplazada por la pajarita y en muchas ocasiones, algunos artistas musicales optan por otras opciones. Es muy común que los cantantes que compusieron y/o grabaron las canciones nominadas al Óscar actúen en la ceremonia, esto para promover el índice de audiencia de la transmisión.
Los premios de la Academia son transmitidos por todo Estados Unidos (a excepción de Hawái; en Alaska la primera transmisión tuvo lugar en 2011), Canadá, Reino Unido, y casi todo el mundo, reuniendo a millones de espectadores en todo el mundo. En 2007, la ceremonia fue vista por cerca de 40 millones de estadounidenses. Otras ceremonias de premios (tales como los Emmy, los Globo de Oro o los Grammy), se transmiten en vivo para la Costa Este y en diferido para la Costa Oeste, y la transmisión puede ser, o no, emitida el mismo día de la premiación en Norteamérica. La Academia ha afirmado desde hace varios años que su audiencia ha llegado hasta el billón (en el sentido inglés de la palabra, es decir, mil millones) de personas, pero esto no ha sido confirmado por otras fuentes.
La primera transmisión televisada de los Óscar fue en 1953, por la NBC. Esta cadena continuó la transmisión hasta 1960, cuando pasó a manos de ABC, que luego pasó nuevamente a manos de NBC entre 1970 hasta 1976, para regresar con ABC, el cual tiene un contrato de transmisión hasta el año 2020.
Luego de más de 60 años de tener lugar entre marzo y abril, en 2004 las ceremonias fueron adelantadas a finales de febrero o principios de marzo para interrumpir la intensa publicidad originada por la premiación. Otra razón fue para evitar el Campeonato de la División I de Baloncesto Masculino de la NCAA, el cual estaba reduciendo la audiencia de la ceremonia. Sin embargo, que la ceremonia se lleve a cabo entre febrero y marzo ha sido una ventaja para la ABC, ya que coincide con los periodos de medición de índice de audiencia de Nielsen Company. En algunos años, la ceremonia fue celebrada a principios de marzo para no interrumpir los Juegos Olímpicos de Invierno.
La publicidad es algo restringido, ya que ni los estudios, ni los competidores que sean patrocinadores oficiales de los premios, pueden emitir anuncios comerciales durante la ceremonia. La transmisión de los premios tiene la distinción de poseer más premios Emmy en la historia, con 47 victorias y 195 nominaciones, más que ningún otro espectáculo de televisión.
Luego de muchos años en que la ceremonia tuviera lugar los lunes a las 9:00 p. m. (6:00 p. m. en la costa pacífica de EE. UU.), en 1999 las ceremonias comenzaron su emisión los domingos a las 8:30 p. m. (5:30 p. m. en la costa pacífica de EE. UU.). Las razones por las cuales se estableció este nuevo horario fue porque más televidentes sintonizarían la ceremonia los domingos, los habitantes de Los Ángeles evitarían los atascos de tráfico y permitiría a los habitantes de toda la Costa Este ir a la cama más temprano. Durante muchos años, la industria del cine se había opuesto a la transmisión de los premios los domingos ya que eso afectaría la recaudación en taquilla del fin de semana, además de que países hispanoamericanos o asiáticos han protestado esta decisión debido a que el domingo es difícil ya que se tiene que ir a clases o trabajo.
El 30 de marzo de 1981, la ceremonia fue postergada por un día luego del intento de asesinato de Ronald Reagan en Washington D. C.
En 1993, la sección «In Memoriam» («En Memoria») fue introducida a la ceremonia, con el motivo de honrar a las personas fallecidas en los 12 meses anteriores y cuya contribución en la industria fue significativa; la inclusión de los nombres en este segmento son elaboradas por un pequeño comité de miembros de la Academia. Sin embargo, la omisión de algunas personas ha sido fuente de muchas críticas por años.
En 2010, los organizadores de los premios anunciaron que los discursos de aceptación de los ganadores no podían pasar de 45 segundos. Esto, según el organizador Bill Mechanic, para eliminar lo que él llamó como «la cosa más odiada del show», la muestra excesiva y embarazosa de emoción de los ganadores.
La Academia también ha pensado en la posibilidad de mover la ceremonia a enero, citando la fatiga de la audiencia por la larga temporada de entrega de premios. Sin embargo, como el calendario de elección de los ganadores se vería dramáticamente disminuido, los miembros solo tendrían el tiempo justo para ver las películas candidatas en sus computadores, en lugar de recibirlas junto con las balotas por correo. Además, si la ceremonia se llevara a cabo en
enero, competiría en audiencia con el National Football League.

### Emisión de los Premios Óscar por país

##### Estados Unidos y Canadá
Toda Estados Unidos y Canadá podrá ver la Alfombra Roja y la gala a través del canal de televisión ABC TV y de la emisora de radio ABC Radio.

##### España
En España las últimas ediciones han sido emitidas por Movistar Plus+: La cobertura de la noche comenzará en la plataforma que, en España, emite los Oscar en exclusiva: Movistar+. La compañía arrancará su emisión de la velada a partir de las 00.00 de la noche del domingo, con la previa de la noche en Movistar Estrenos. Posteriormente, el mismo canal retransmitirá la Alfombra Roja y la propia gala.
Las últimas ediciones las presentaron para España: María Guerra y Pepa Blanes desde el plató de Movistar+, quienes estarán acompañadas por Laia Portaceli, Alberto Rey y Elena Neira. Además, los reporteros Cristina Teva y Gui de Mulder conectarán en directo desde el Dolby Theatre.
Desde 1993, Movistar+ viene emitiendo para España la ceremonia de entrega de los Premios Óscar a través de la señal que ofrece la cadena de televisión norteamericana ABC.
Unas horas antes del comienzo de la ceremonia anual de los Oscar, la cadena de pago Movistar Plus+ y Cine por M+, ofrece un programa previo especial llamado La noche de los Oscar (de 00:00 hasta que empieza la ceremonia) con conexiones en directo con la alfombra roja de los Oscar, entrevistas a actores y directores y comentarios sobre las películas nominadas, al término emiten íntegramente la gala y al término emite una de la película triunfadora de los Óscar de ediciones anteriores.
El mismo día de la gala de 22:00 a 00:00 en Cine por M+ (Movistar+) resumen de la Alfombra Roja-La noche de los Oscar y toda la gala.

##### Latinoamérica
Las últimas ediciones se emitieron para toda Hispanoamérica y parte de Brasil y Estados Unidos, tanto la Alfombra Roja como la gala, en su idioma original y también dobladas al español por el canal TNT. Estos son los horarios locales para seguir la gala de premios:
- Colombia: 20.00
- Ecuador: 20.00
- Perú: 20.00
- México: 19.00
- Chile: 22.00
- Argentina: 22:00
- Brasil: 22:00

## Categorías

### Generales
Estas cinco categorías son las principales que se otorgan en reconocimiento a los trabajos cinematográficos:
- Mejor película, desde 1928
- Mejor director, desde 1928
- Mejor actor, desde 1928
- Mejor actriz, desde 1928
- Mejor guion original, desde 1940

En la primera edición de los premios, el premio al Mejor director fue dividido en dos categorías (drama y comedia). Durante unos años, el premio a la Mejor banda sonora original también fue dividido en dos premios diferenciados (drama y comedia/musical).

### Específicas
- Mejor diseño de producción, desde 1928
- Mejor fotografía, desde 1928
- Mejor guion adaptado, desde 1928
- Mejor sonido, desde 1930
- Mejor cortometraje animado, desde 1931
- Mejor cortometraje de ficción, desde 1931
- Mejor banda sonora original, desde 1934
- Mejor canción original, desde 1934
- Mejor montaje, desde 1934
- Mejor actor de reparto, desde 1936
- Mejor actriz de reparto, desde 1936
- Mejores efectos visuales, desde 1939
- Mejor cortometraje documental, desde 1941
- Mejor largometraje documental, desde 1943
- Mejor diseño de vestuario, desde 1948
- Mejor largometraje internacional, desde 1956
- Mejor edición de sonido, desde 1963
- Mejor maquillaje y peinado, desde 1981
- Mejor largometraje animado, desde 2001
- Mejor diseño de escenas de acción, desde 2027

Desde la década de 1930 hasta la de 1960, los premios a la mejor dirección de arte, cinematografía y diseño de vestuario estuvieron divididos en dos categorías (películas en blanco y negro y película en color). Antes de 2012, la categoría de diseño de producción era conocida como dirección de arte, mientras que la categoría de maquillaje y peluquería era conocida simplemente como maquillaje.
El premio a la mejor adaptación musical aún permanece dentro de los reglamentos de la Academia de Artes y está en camino a ser suspendido. Debido a la insuficiente elegibilidad, este galardón se entregó por última vez en 1984 (premiando a Prince por Purple Rain).

### Especiales
Existen premios especiales, votados por comités especiales:
- Óscar honorífico o especial – desde 1928
- Premio Juvenil de la Academia – entre 1934 y 1960
- Premio Irving Thalberg – desde 1938
- Premio Humanitario Jean Hersholt - desde 1956
- Óscar Gordon E. Sawyer - desde 1981
- Premios científicos y técnicos, otorgados desde 1931 y divididos en tres categorías:
  - Óscar al mérito científico o técnico (una estatuilla de los Óscar)
  - Óscar al logro científico o técnico (placa conmemorativa de oro con una representación de la estatuilla de los Óscar)
  - Premio al logro técnico (reconocimiento verbal)

### Descontinuadas
- Mejor calidad artística de producción, solo en 1928
- Mejores efectos de ingeniería, solo en 1928
- Mejor argumento, desde 1928 a 1956
- Mejor escritura de intertítulos, solo en 1929
- Mejor cortometraje - Novedad, desde 1932 a 1935
- Mejor asistente de dirección, desde 1933 a 1937
- Mejor coreografía, desde 1935 a 1937
- Mejor cortometraje a color, desde 1936 a 1937
- Mejor cortometraje - 2 carretes, desde 1936 a 1956

### Resumen de ganadores
La siguiente tabla muestra los vencedores en las principales categorías: mejor largometraje, mejor director, mejor actor, mejor actriz, mejor actor de reparto y mejor actriz de reparto.
| N.º | Ceremonia               | Mejor película                                                  | Mejor director                                                                | Mejor actor                                    | Mejor actriz                                           | Mejor actor reparto                                   | Mejor actriz reparto                              | Presentador                                                              | Audiencia  |
| --- | ----------------------- | --------------------------------------------------------------- | ----------------------------------------------------------------------------- | ---------------------------------------------- | ------------------------------------------------------ | ----------------------------------------------------- | ------------------------------------------------- | ------------------------------------------------------------------------ | ---------- |
| 1°  | 16 de mayo de 1929      | Alas (Wings) (1927)                                             | Drama: F. Borzage Com.: L. Milestone                                          | E. Jannings (The Last Command)                 | J. Gaynor (7th Heaven)                                 | —                                                     | —                                                 | Douglas Fairbanks William C. deMille                                     |            |
| 2°  | 3 de abril de 1930      | La melodía de Broadway (The Broadway melody) (1929)             | F. Lloyd (The Divine Lady)                                                    | W. Baxter (In Old Arizona)                     | M. Pickford (Coquette)                                 | —                                                     | —                                                 | William C. deMille                                                       |            |
| 3°  | 5 de noviembre de 1930  | Sin novedad en el frente (All quiet on the western front (1930) | L. Milestone Sin novedad en el frente (All quiet on the western front) (1930) | G. Arliss (Disraeli)                           | N. Shearer (The Divorcee)                              | —                                                     | —                                                 | Conrad Nagel                                                             |            |
| 4°  | 10 de noviembre de 1931 | Cimarron (1931)                                                 | N. Taurog (Skippy)                                                            | L. Barrymore (A Free Soul)                     | M. Dressler (Min and Bill)                             | —                                                     | —                                                 | Lawrence Grant                                                           |            |
| 5°  | 18 de noviembre de 1932 | Grand Hotel                                                     | F. Borzage (Bad Girl)                                                         | F. March W. Beery                              | H. Hayes (The Sin of Madelon Claudet)                  | —                                                     | —                                                 | Lionel Barrymore Conrad Nagel                                            |            |
| 6°  | 16 de marzo de 1934     | Cavalcade                                                       | F. Lloyd (Cavalcade)                                                          | C. Laughton (The Private Life of Henry VIII)   | K. Hepburn (Morning Glory)                             | —                                                     | —                                                 | Will Rogers                                                              |            |
| 7°  | 27 de febrero de 1935   | It Happened One Night                                           | F. Capra (It Happened One Night)                                              | C. Gable (It Happened One Night)               | C. Colbert (It Happened One Night)                     | —                                                     | —                                                 | Irvin S. Cobb                                                            |            |
| 8°  | 5 de marzo de 1936      | Mutiny on the Bounty                                            | J. Ford (The Informer)                                                        | V. McLaglen (The Informer)                     | B. Davis (Dangerous)                                   | —                                                     | —                                                 | Frank Capra                                                              |            |
| 9°  | 4 de marzo de 1937      | The Great Ziegfeld                                              | F. Capra (Mr. Deeds Goes to Town)                                             | P. Muni (The Story of Louis Pasteur)           | L. Rainer (The Great Ziegfeld)                         | W. Brennan (Come and Get It)                          | G. Sondergaard (Anthony Adverse)                  | George Jessel                                                            |            |
| 10° | 10 de marzo de 1938     | The Life of Emile Zola                                          | L. McCarey (The Awful Truth)                                                  | S. Tracy (Captains Courageous)                 | L. Rainer (The Good Earth)                             | J. Schildkraut (The Life of Emile Zola)               | A. Brady (In Old Chicago)                         | Bob Burns                                                                |            |
| 11° | 23 de febrero de 1939   | You Can't Take It With You                                      | F. Capra (You Can't Take It With You)                                         | S. Tracy (Boys Town)                           | B. Davis (Jezebel)                                     | W. Brennan (Kentucky)                                 | F. Bainter (Jezebel)                              |                                                                          |            |
| 12° | 29 de febrero de 1940   | Gone with the Wind                                              | V. Fleming (Gone with the Wind)                                               | R. Donat (Goodbye, Mr. Chips)                  | V. Leigh (Gone with the Wind)                          | T. Mitchell (Stagecoach)                              | H. McDaniel (Gone with the Wind)                  | Bob Hope                                                                 |            |
| 13° | 27 de febrero de 1941   | Rebecca                                                         | J. Ford (The Grapes of Wrath)                                                 | J. Stewart (The Philadelphia Story)            | G. Rogers (Kitty Foyle)                                | W. Brennan (The Westerner)                            | J. Darwell (The Grapes of Wrath)                  | Bob Hope                                                                 |            |
| 14° | 26 de febrero de 1942   | How Green Was My Valley                                         | J. Ford (How Green Was My Valley)                                             | G. Cooper (Sergeant York)                      | J. Fontaine (Suspicion)                                | D. Crisp (How Green Was My Valley)                    | M. Astor (The Great Lie)                          |                                                                          |            |
| 15° | 4 de marzo de 1943      | MrS. Miniver                                                    | W. Wyler (MrS. Miniver)                                                       | J. Cagney (Yanqui Dandy)                       | G. Garson (MrS. Miniver)                               | V. Heflin (Johnny Eager)                              | T. Wright (MrS. Miniver)                          | Bob Hope                                                                 |            |
| 16° | 2 de marzo de 1944      | Casablanca                                                      | M. Curtiz (Casablanca)                                                        | P. Lukas (Watch on the Rhine)                  | J. Jones (The Song of Bernadette)                      | C. Coburn (The More the Merrier)                      | K. Paxinou (For Whom the Bell Tolls)              | Jack Benny                                                               |            |
| 17° | 15 de marzo de 1945     | Going My Way                                                    | L. McCarey (Going My Way)                                                     | B. Crosby (Going My Way)                       | I. Bergman (Gaslight)                                  | B. Fitzgerald (Going My Way)                          | E. Barrymore (None but the Lonely Heart)          | Bob Hope John Cromwell                                                   |            |
| 18° | 7 de marzo de 1946      | The Lost Weekend                                                | B. Wilder (The Lost Weekend)                                                  | R. Milland (The Lost Weekend)                  | J. Crawford (Mildred Pierce)                           | J. Dunn (Lazos humanos)                               | A. Revere (National Velvet)                       | Bob Hope James Stewart                                                   |            |
| 19° | 13 de marzo de 1947     | The Best Years of Our Lives                                     | W. Wyler (The Best Years of Our Lives)                                        | F. March (The Best Years of Our Lives)         | O. de Havilland (To Each His Own)                      | H. Russell (The Best Years of Our Lives)              | A. Baxter (The Razor's Edge)                      | Jack Benny                                                               |            |
| 20° | 20 de marzo de 1948     | Gentleman's Agreement                                           | E. Kazan (Gentleman's Agreement)                                              | R. Colman (A Double Life)                      | L. Young (The Farmer's Daughter)                       | E. Gwenn (Miracle on 34th Street)                     | C. Holm (Gentleman's Agreement)                   | Agnes Moorehead Dick Powell                                              |            |
| 21° | 24 de marzo de 1949     | Hamlet                                                          | J. Huston (The Treasure of the Sierra Madre)                                  | L. Olivier (Hamlet)                            | J. Wyman (Johnny Belinda)                              | W. Huston (The Treasure of the Sierra Madre)          | C. Trevor (Key Largo)                             | Robert Montgomery                                                        |            |
| 22° | 23 de marzo de 1950     | All the King's Men                                              | J. Mankiewicz (A Letter to Three Wives)                                       | B. Crawford (All the King's Men)               | O. de Havilland (The Heiress)                          | D. Jagger (Twelve O'Clock High)                       | M. McCambridge (All the King's Men)               | Paul Douglas                                                             |            |
| 23° | 29 de marzo de 1951     | All About Eve                                                   | J. Mankiewicz (All About Eve)                                                 | J. Ferrer (Cyrano de Bergerac)                 | J. Holliday (Born Yesterday)                           | G. Sanders (All About Eve)                            | J. Hull (Harvey)                                  | Fred Astaire                                                             |            |
| 24° | 20 de marzo de 1952     | An American in Paris                                            | G. Stevens (A Place in the Sun)                                               | H. Bogart (The African Queen)                  | V. Leigh (A Streetcar Named Desire)                    | K. Malden (A Streetcar Named Desire)                  | K. Hunter (A Streetcar Named Desire)              | Danny Kaye                                                               |            |
| 25° | 19 de marzo de 1953     | The Greatest Show on Earth                                      | J. Ford (The Quiet Man)                                                       | G. Cooper (High Noon)                          | S. Booth (Come Back, Little Sheba)                     | A. Quinn (Viva Zapata!)                               | G. Grahame (The Bad and the Beautiful)            | Bob Hope Conrad Nagel                                                    |            |
| 26° | 25 de marzo de 1954     | From Here to Eternity                                           | F. Zinnemann (From Here to Eternity)                                          | W. Holden (Stalag 17)                          | A. Hepburn (Roman Holiday)                             | F. Sinatra (From Here to Eternity)                    | D. Reed (From Here to Eternity)                   | Donald O'Connor Fredric March                                            | 40 000     |
| 27° | 30 de marzo 1955        | On the Waterfront                                               | E. Kazan (On the Waterfront)                                                  | M. Brando (On the Waterfront)                  | G. Kelly (The Country Girl)                            | E. O'Brien (The Barefoot Contessa)                    | E. M. Saint (On the Waterfront)                   | Bob Hope Thelma Ritter                                                   | 43 000     |
| 28° | 21 de marzo de 1956     | Marty                                                           | D. Mann (Marty)                                                               | E. Borgnine (Marty)                            | A. Magnani (The Rose Tattoo)                           | J. Lemmon (Mister Roberts)                            | J. Van Fleet (East of Eden)                       | Jerry Lewis Claudette Colbert Joseph L. Mankiewicz                       |            |
| 29° | 27 de marzo 1957        | Around the World in 80 Days                                     | G. Stevens (Giant)                                                            | Y. Brynner (The King and I)                    | I. Bergman (Anastasia)                                 | A. Quinn (Lust for Life)                              | D. Malone (Escrito sobre el viento)               | Jerry Lewis Celeste Holm                                                 |            |
| 30° | 26 de marzo de 1958     | The Bridge on the River Kwai                                    | D. Lean (The Bridge on the River Kwai)                                        | A. Guinness (The Bridge on the River Kwai)     | J. Woodward (The Three Faces of Eve)                   | R. Buttons (Sayonara)                                 | M. Umeki (Sayonara)                               | Bob Hope David Niven James Stewart Jack Lemmon Rosalind Russell          |            |
| 31° | 6 de abril 1959         | Gigi                                                            | V. Minnelli (Gigi)                                                            | D. Niven (Separate Table)                      | S. Hayward (I Want to Live!)                           | B. Ives (the Big Country)                             | W. Hiller (Separate Table)                        | Bob Hope David Niven Tony Randall Mort Sahl Laurence Olivier Jerry Lewis |            |
| 32° | 4 de abril de 1960      | Ben-Hur                                                         | W. Wyler (Ben-Hur)                                                            | C. Heston (Ben-Hur)                            | S. Signoret (Room at the Top)                          | H. Griffith (Ben-Hur)                                 | S. Winters (The Diary of Anne Frank)              | Bob Hope                                                                 |            |
| 33° | 17 de abril de 1961     | The Apartment                                                   | B. Wilder (The Apartment)                                                     | B. Lancaster (Elmer Gantry)                    | E. Taylor (BUtterfield 8)                              | P. Ustinov (Spartacus)                                | S. Jones (Elmer Gantry)                           | Bob Hope                                                                 |            |
| 34° | 9 de abril de 1962      | West Side Story                                                 | R. Wise J. Robbins (West Side Story)                                          | M. Schell (Judgment at Nuremberg)              | S. Loren (La ciociara)                                 | G. Chakiris (West Side Story)                         | R. Moreno (West Side Story)                       | Bob Hope                                                                 |            |
| 35° | 8 de abril 1963         | Lawrence of Arabia                                              | D. Lean (Lawrence of Arabia)                                                  | G. Peck (To Kill a Mockingbird (película))     | A. Bancroft (The Miracle Worker)                       | E. Begley (Sweet Bird of Youth)                       | P. Duke (The Miracle Worker)                      | Frank Sinatra                                                            |            |
| 36° | 13 de abril de 1964     | Tom Jones                                                       | T. Richardson (Tom Jones)                                                     | S. Poitier (Lilies of the field)               | P. Neal (Hud)                                          | M. Douglas (Hud)                                      | M. Rutherford (International Hotel)               | Jack Lemmon                                                              |            |
| 37° | 5 de abril de 1965      | My Fair Lady                                                    | G. Cukor (My Fair Lady)                                                       | R. Harrison (My Fair Lady)                     | J. Andrews (Mary Poppins)                              | P. Ustinov (Topkapi)                                  | L. Kedrova (Zorba the Greek)                      | Bob Hope                                                                 |            |
| 38° | 18 de abril 1966        | The Sound of Music                                              | R. Wise (The Sound of Music)                                                  | L. Marvin (Cat Ballou)                         | J. Christie (Darling)                                  | M. Balsam (A Thousand Clowns)                         | S. Winters (A Patch of Blue)                      | Bob Hope                                                                 |            |
| 39° | 10 de abril 1967        | A Man for All Seasons                                           | F. Zinnemann (A Man for All Seasons)                                          | P. Scofield (A Man for All Seasons)            | E. Taylor (Who's Afraid of Virginia Woolf?)            | W. Matthau (The Fortune Cookie)                       | S. Dennis (Who's Afraid of Virginia Woolf?)       | Bob Hope                                                                 |            |
| 40° | 10 de abril de 1968     | In the Heat of the Night                                        | M. Nichols (The Graduate)                                                     | R. Steiger (In the Heat of the Night)          | K. Hepburn (Guess Who's Coming to Dinner)              | G. Kennedy (Cool Hand Luke)                           | E. Parsons (Bonnie and Clyde)                     | Bob Hope                                                                 |            |
| 41° | 14 de abril 1969        | Oliver!                                                         | C. Reed (Oliver!)                                                             | C. Robertson (Charly)                          | K. Hepburn B. Streisand (The Lion in Winter)           | J. Albertson (The Subject Was Roses)                  | R. Gordon (Rosemary's Baby)                       |                                                                          |            |
| 42° | 7 de abril 1970         | Midnight Cowboy                                                 | J. Schlesinger (Midnight Cowboy)                                              | John Wayne (True Grit)                         | M. Smith (The Prime of Miss Jean Brodie)               | G. Young (They Shoot Horses, Don't They?)             | G. Hawn (Cactus Flower)                           |                                                                          |            |
| 43° | 15 de abril 1971        | Patton                                                          | F. Schaffner (Patton)                                                         | G. C. Scott (Patton)                           | G. Jackson (Women in Love)                             | J. Mills (Ryan's Daughter)                            | H. Hayes (Airport)                                |                                                                          |            |
| 44° | 10 de abril 1972        | The French Connection                                           | W. Friedkin (The French Connection)                                           | G. Hackman (The French Connection)             | J. Fonda (Klute)                                       | B. Johnson (The Last Picture Show)                    | C. Leachman (The Last Picture Show)               | Helen Hayes Alan King Sammy Davis, Jr. Jack Lemmon                       |            |
| 45° | 27 de marzo 1973        | The Godfather                                                   | B. Fosse (Cabaret)                                                            | M. Brando (El padrino)                         | L. Minnelli (Cabaret)                                  | J. Grey (Cabaret)                                     | E. Heckart (Las mariposas son libres)             | Carol Burnett Michael Caine Charlton Heston Rock Hudson                  |            |
| 46° | 2 de abril de 1974      | The Sting                                                       | G. R. Hill (The Sting)                                                        | J. Lemmon (Save the Tiger)                     | G. Jackson (A Touch of Class)                          | J. Houseman (The Paper Chase)                         | T. O'Neal (Paper Moon)                            | John Huston Burt Reynolds David Niven Diana Ross                         |            |
| 47° | 8 de abril 1975         | El padrino II                                                   | F. F. Coppola (El padrino II)                                                 | A. Carney (Harry and Tonto)                    | E. Burstyn (Alice Doesn't Live Here Anymore)           | R. De Niro (El padrino II)                            | I. Bergman (Murder on the Orient Express)         | Sammy Davis, Jr. Bob Hope Shirley MacLaine Frank Sinatra                 |            |
| 48° | 29 de marzo 1976        | One Flew Over the Cuckoo's Nest                                 | M. Forman (One Flew Over the Cuckoo's Nest)                                   | J. Nicholson (One Flew Over the Cuckoo's Nest) | L. Fletcher (One Flew Over the Cuckoo's Nest)          | G. Burns (The Sunshine Boys)                          | L. Grant (Shampoo)                                | Goldie Hawn Gene Kelly Walter Matthau George Segal Robert Shaw           |            |
| 49° | 28 de marzo 1977        | Rocky                                                           | J. G. Avildsen (Rocky)                                                        | P. Finch (Network)                             | F. Dunaway (Network)                                   | J. Robards (All the President's Men)                  | B. Straight (Network)                             | Warren Beatty Ellen Burstyn Jane Fonda Richard Pryor                     |            |
| 50° | 3 de abril 1978         | Annie Hall                                                      | W. Allen (Annie Hall)                                                         | R. Dreyfuss (The Goodbye Girl)                 | D. Keaton (Annie Hall)                                 | J. Robards (Julia)                                    | V. Redgrave (Julia)                               | Bob Hope                                                                 | 39 730 000 |
| 51° | 9 de abril 1979         | The Deer Hunter                                                 | M. Cimino (The Deer Hunter)                                                   | J. Voight (Coming Home)                        | J. Fonda (Coming Home)                                 | C. Walken (The Deer Hunter)                           | M. Smith (California Suite)                       | Johnny Carson                                                            |            |
| 52° | 14 de abril de 1980     | Kramer vs. Kramer                                               | R. Benton (Kramer vs. Kramer)                                                 | D. Hoffman (Kramer vs. Kramer)                 | S. Field (Norma Rae)                                   | M. Douglas (Being There)                              | M. Streep (Kramer vs. Kramer)                     | Johnny Carson                                                            | 48 978 000 |
| 53° | 31 de marzo 1981        | Ordinary People                                                 | R. Redford (Ordinary People)                                                  | R. De Niro (Raging Bull)                       | S. Spacek (Coal Miner's Daughter)                      | T. Hutton (Ordinary People)                           | M. Steenburgen (Melvin and Howard)                | Johnny Carson                                                            |            |
| 54° | 29 de marzo de 1982     | Chariots of Fire                                                | W. Beatty (Reds)                                                              | H. Fonda (On Golden Pond)                      | K. Hepburn (On Golden Pond)                            | J. Gielgud (Arthur)                                   | M. Stapleton (Reds)                               | Johnny Carson                                                            |            |
| 55° | 11 de abril 1983        | Gandhi                                                          | R. Attenborough (Gandhi)                                                      | B. Kingsley (Gandhi)                           | M. Streep (Sophie's Choice)                            | L. Gossett Jr. (An Officer and a Gentleman)           | J. Lange (Tootsie)                                | Liza Minnelli Dudley Moore Richard Pryor Walter Matthau                  |            |
| 56° | 9 de abril de 1984      | Terms of Endearment                                             | J. L. Brooks (Terms of Endearment)                                            | R. Duvall (Tender Mercies)                     | S. MacLaine (Terms of Endearment)                      | J. Nicholson (Terms of Endearment)                    | L. Hunt (The Year of Living Dangerously)          | Johnny Carson                                                            |            |
| 57° | 25 de marzo 1985        | Amadeus                                                         | M. Forman (Amadeus)                                                           | F. M. Abraham (Amadeus)                        | S. Field (Places in the Heart)                         | H. S. Ngor (The Killing Fields)                       | P. Ashcroft (Passage to India)                    | Jack Lemmon                                                              |            |
| 58° | 24 de marzo 1986        | Out of Africa                                                   | S. Pollack (Out of Africa)                                                    | W. Hurt (Kiss of the Spider Woman)             | G. Page (The Trip to Bountiful)                        | D. Ameche (Cocoon)                                    | A. Huston (Prizzi's Honor)                        | Alan Alda Jane Fonda Robin Williams                                      | 38 650 000 |
| 59° | 30 de marzo 1987        | Platoon                                                         | O. Stone (Platoon)                                                            | P. Newman (The Colour of Money)                | M. Matlin (Children of a Lesser God)                   | M. Caine (Hannah and Her Sisters)                     | D. Wiest (Hannah and Her Sisters)                 | Chevy Chase Goldie Hawn Paul Hogan                                       | 39 720 000 |
| 60° | 11 de abril de 1988     | The Last Emperor                                                | B. Bertolucci (The Last Emperor)                                              | M. Douglas (Wall Street)                       | Cher (Moonstruck)                                      | S. Connery (The Untouchables)                         | O. Dukakis (Moonstruck)                           | Chevy Chase                                                              | 42 040 000 |
| 61° | 29 de marzo de 1989     | Rain Man                                                        | B. Levinson (Rain Man)                                                        | D. Hoffman (Rain Man)                          | J. Foster (The Accused)                                | K. Kline (A Fish Called Wanda)                        | G. Davis (The Accidental Tourist)                 |                                                                          | 42 770 000 |
| 62° | 26 de abril de 1990     | Driving Miss Daisy                                              | O. Stone (Born on the Fourth of July)                                         | D. Day-Lewis (Mi pie izquierdo)                | J. Tandy (Driving Miss Daisy)                          | D. Washington (Glory)                                 | B. Fricker (Mi pie izquierdo)                     | Billy Crystal                                                            | 40 220 000 |
| 63° | 25 de marzo de 1991     | Dances with Wolves                                              | K. Costner (Dances with Wolves)                                               | J. Irons (Reversal of Fortune)                 | K. Bates (Misery)                                      | J. Pesci (Goodfellas)                                 | W. Goldberg (Ghost)                               | Billy Crystal                                                            | 42 790 000 |
| 64° | 30 de marzo de 1992     | The Silence of the Lambs                                        | J. Demme (The Silence of the Lambs)                                           | A. Hopkins (The Silence of the Lambs)          | J. Foster (The Silence of the Lambs)                   | J. Palance (City Slickers)                            | M. Ruehl (The Fisher King)                        | Billy Crystal                                                            | 44 440 000 |
| 65° | 29 de marzo de 1993     | Unforgiven                                                      | C. Eastwood (Unforgiven)                                                      | A. Pacino (Scent of a Woman)                   | E. Thompson (Howards End)                              | G. Hackman (Unforgiven)                               | M. Tomei (My Cousin Vinny)                        | Billy Crystal                                                            | 45 840 000 |
| 66° | 21 de marzo de 1994     | Schindler's List                                                | S. Spielberg (Schindler's List)                                               | T. Hanks (Philadelphia)                        | H. Hunter (The Piano)                                  | T. L. Jones (The fugitive)                            | A. Paquin (The Piano)                             | Whoopi Goldberg                                                          | 46 260 000 |
| 67° | 27 de marzo de 1995     | Forrest Gump                                                    | R. Zemeckis (Forrest Gump)                                                    | T. Hanks (Forrest Gump)                        | J. Lange (Blue Sky)                                    | M. Landau (Ed Wood)                                   | D. Wiest (Bullets Over Broadway)                  | David Letterman                                                          | 48 870 000 |
| 68° | 25 de marzo de 1996     | Braveheart                                                      | M. Gibson (Braveheart)                                                        | N. Cage (Leaving Las Vegas)                    | S. Sarandon (Dead Man Walking)                         | K. Spacey (The Usual Suspects)                        | M. Sorvino (Mighty Aphrodite)                     | Whoopi Goldberg                                                          | 44 610 000 |
| 69° | 24 de marzo 1997        | The English Patient                                             | A. Minghella (The English Patient)                                            | G. Rush (Shine)                                | F. McDormand (Fargo)                                   | C. Gooding Jr. (Jerry Maguire)                        | J. Binoche (The English Patient)                  | Billy Crystal                                                            | 40 830 000 |
| 70° | 23 de marzo de 1998     | Titanic                                                         | J. Cameron (Titanic)                                                          | J. Nicholson (As Good as It Gets)              | H. Hunt (As Good as It Gets)                           | R. Williams (Good Will Hunting)                       | K. Basinger (L.A. Confidential)                   | Billy Crystal                                                            | 57 250 000 |
| 71° | 21 de marzo de 1999     | Shakespeare in Love                                             | S. Spielberg (Saving Private Ryan)                                            | R. Benigni (La vita è bella)                   | G. Paltrow (Shakespeare in Love)                       | J. Coburn (Affliction)                                | J. Dench (Shakespeare in Love)                    | Whoopi Goldberg                                                          | 46 530 000 |
| 72° | 26 de marzo 2000        | American Beauty                                                 | S. Mendes (American Beauty)                                                   | K. Spacey (American Beauty)                    | H. Swank (Boys don't cry)                              | M. Caine (The Cider House Rules)                      | A. Jolie (Girl, Interrupted)                      | Billy Crystal                                                            | 46 530 000 |
| 73° | 25 de marzo 2001        | Gladiator                                                       | S. Soderbergh (Traffic)                                                       | R. Crowe (Gladiator)                           | J. Roberts (Erin Brockovich)                           | B. del Toro (Traffic)                                 | M. G. Harden (Pollock (película))                 | Steve Martin                                                             | 42 930 000 |
| 74° | 24 de marzo de 2002     | A Beautiful Mind                                                | R. Howard (A Beautiful Mind)                                                  | D. Washington (Training Day)                   | H. Berry (Monster's Ball)                              | J. Broadbent (Iris)                                   | J. Connelly (A Beautiful Mind)                    | Whoopi Goldberg                                                          | 40 540 000 |
| 75° | 23 de marzo de 2003     | Chicago                                                         | R. Polanski (The Pianist)                                                     | A. Brody (The Pianist)                         | N. Kidman (The Hours)                                  | C. Cooper (Adaptation)                                | C. Zeta-Jones (Chicago)                           | Steve Martin                                                             | 33 040 000 |
| 76° | 29 de febrero de 2004   | The Lord of the Rings: The Return of the King                   | P. Jackson (The Lord of the Rings: The Return of the King)                    | S. Penn (Mystic River)                         | C. Theron (Monster)                                    | T. Robbins (Mystic River)                             | R. Zellweger (Cold Mountain)                      | Billy Crystal                                                            | 43 560 000 |
| 77° | 27 de febrero de 2005   | Million Dollar Baby                                             | C. Eastwood (Million Dollar Baby)                                             | J. Foxx (Ray)                                  | H. Swank (Million Dollar Baby)                         | M. Freeman (Million Dollar Baby)                      | C. Blanchett (The Aviator)                        | Chris Rock                                                               | 42 160 000 |
| 78° | 5 de marzo de 2006      | Crash                                                           | A. Lee (Brokeback Mountain)                                                   | P. S. Hoffman (Capote)                         | R. Witherspoon (Walk the Line)                         | G. Clooney (Syriana)                                  | R. Weisz (The Constant Gardener)                  | Jon Stewart                                                              | 38 640 000 |
| 79° | 25 de febrero de 2007   | The Departed                                                    | M. Scorsese (The Departed)                                                    | F. Whitaker (The Last King of Scotland)        | H. Mirren (The Queen)                                  | A. Arkin (Little Miss Sunshine)                       | J. Hudson (Dreamgirls)                            | Ellen DeGeneres                                                          | 39 920 000 |
| 80° | 24 de febrero de 2008   | No Country for Old Men                                          | J. Coen E. Coen (No Country for Old Men)                                      | D. Day-Lewis (There Will Be Blood)             | M. Cotillard (La Môme)                                 | J. Bardem (No Country for Old Men)                    | T. Swinton (Michael Clayton)                      | Jon Stewart                                                              | 31 760 000 |
| 81° | 22 de febrero de 2009   | Slumdog Millionaire                                             | D. Boyle (Slumdog Millionaire)                                                | S. Penn (Milk)                                 | K. Winslet (The Reader)                                | H. Ledger (The Dark Knight)                           | P. Cruz (Vicky Cristina Barcelona)                | Hugh Jackman                                                             | 36 940 000 |
| 82° | 7 de marzo de 2010      | The Hurt Locker                                                 | K. Bigelow (The Hurt Locker)                                                  | J. Bridges (Crazy Heart)                       | S. Bullock (The Blind Side)                            | C. Waltz (Inglourious Basterds)                       | Mo'nique (Precious)                               | Steve Martin Alec Baldwin                                                | 41 620 000 |
| 83° | 27 de febrero de 2011   | The King's Speech                                               | T. Hooper (The King's Speech)                                                 | C. Firth (The King's Speech)                   | N. Portman (Black Swan)                                | C. Bale (The Fighter)                                 | M. Leo (The Fighter)                              | James Franco Anne Hathaway                                               | 37 600 000 |
| 84° | 26 de febrero de 2012   | The Artist                                                      | M. Hazanavicius (The Artist)                                                  | J. Dujardin (The Artist)                       | M. Streep (The Iron Lady)                              | C. Plummer (Beginners)                                | O. Spencer (The Help)                             | Billy Crystal                                                            | 39 460 000 |
| 85° | 24 de febrero de 2013   | Argo                                                            | A. Lee (Life of Pi)                                                           | D. Day-Lewis (Lincoln)                         | J. Lawrence (Silver Linings Playbook)                  | C. Waltz (Django Unchained)                           | A. Hathaway (Les Misérables)                      | Seth MacFarlane                                                          | 40 376 000 |
| 86° | 2 de marzo de 2014      | 12 Years a Slave                                                | A. Cuarón (Gravity)                                                           | M. McConaughey (Dallas Buyers Club)            | C. Blanchett (Blue Jasmine)                            | J. Leto (Dallas Buyers Club)                          | L. Nyong'o (12 Years a Slave)                     | Ellen DeGeneres                                                          |            |
| 87° | 22 de febrero de 2015   | Birdman or (The Unexpected Virtue of Ignorance)                 | A. G. Iñárritu (Birdman or (The Unexpected Virtue of Ignorance))              | E. Redmayne (The Theory Of Everything)         | J.Moore (Still Alice)                                  | J. K. Simmons (Whiplash)                              | P. Arquette (Boyhood)                             | Neil Patrick Harris                                                      |            |
| 88° | 28 de febrero de 2016   | Spotlight                                                       | A. G. Iñárritu (The Revenant)                                                 | L. DiCaprio (The Revenant)                     | B. Larson (Room)                                       | M. Rylance (Bridge of Spies)                          | A. Vikander (The Danish Girl)                     | Chris Rock                                                               |            |
| 89° | 26 de febrero de 2017   | Moonlight                                                       | D. Chazelle (La La Land)                                                      | C. Affleck (Manchester by the Sea)             | E. Stone (La La Land)                                  | M. Ali (Moonlight)                                    | V. Davis (Fences)                                 | Jimmy Kimmel                                                             | 32 900 000 |
| 90° | 4 de marzo de 2018      | The Shape of Water                                              | G. del Toro (The Shape of Water)                                              | G. Oldman (Darkest Hour)                       | F. McDormand (Three Billboards Outside Ebbing, Misuri) | S. Rockwell (Three Billboards Outside Ebbing, Misuri) | A. Janney (I, Tonya)                              | Jimmy Kimmel                                                             | 40 376 000 |
| 91° | 24 de febrero de 2019   | Green Book                                                      | A. Cuarón (Roma)                                                              | R. Malek (Bohemian Rhapsody)                   | O. Colman (La favorita)                                | M. Ali (Green Book)                                   | R. King (If Beale Street Could Talk)              | No hubo                                                                  | 29 560 000 |
| 92° | 9 de febrero de 2020    | Parasite                                                        | Bong J. (Parasite)                                                            | J. Phoenix (Joker)                             | R. Zellweger (Judy)                                    | B. Pitt (Once Upon a Time in Hollywood)               | L. Dern (Marriage Story)                          | No hubo                                                                  | 23 640 000 |
| 93° | 25 de abril de 2021     | Nomadland                                                       | C. Zhao (Nomadland)                                                           | A. Hopkins (The Father)                        | F. McDormand (Nomadland)                               | D. Kaluuya (Judas and the Black Messiah)              | Youn Y. (Minari)                                  | No hubo                                                                  | 10 500 000 |
| 94° | 27 de marzo de 2022     | CODA                                                            | J. Campion (The Power of the Dog)                                             | W. Smith (King Richard)                        | J. Chastain (The Eyes of Tammy Faye)                   | T. Kotsur (CODA)                                      | A. DeBose (West Side Story)                       | Amy Schumer Regina Hall Wanda Sykes                                      | 16 600 000 |
| 95° | 12 de marzo de 2023     | Everything Everywhere All at Once                               | D. Kwan D. Scheinert (Everything Everywhere All at Once)                      | B. Fraser (The Whale)                          | M. Yeoh (Everything Everywhere All at Once)            | K. Huy Quan (Everything Everywhere All at Once)       | J. Lee Curtis (Everything Everywhere All at Once) | Jimmy Kimmel                                                             |            |
| 96° | 10 de marzo de 2024     | Oppenheimer                                                     | C. Nolan (Oppenheimer)                                                        | C. Murphy (Oppenheimer)                        | E. Stone (Poor Things)                                 | R.Downey Jr. (Oppenheimer)                            | D. Joy Randolph (The Holdovers)                   | Jimmy Kimmel                                                             |            |
| 97° | 2 de marzo de 2025      | Anora                                                           | S. Baker (Anora)                                                              | A. Brody (The Brutalist)                       | M. Madison (Anora)                                     | K. Culkin (A Real Pain)                               | Z. Saldaña (Emilia Pérez)                         | Conan O'Brien                                                            |            |

## Controversias

### Acusaciones de comercialismo
Debido a la exposición positiva y el prestigio de los Premios de la Academia, muchos estudios gastan millones de dólares y contratan publicistas específicamente para promocionar sus películas durante lo que típicamente se llama la "temporada de los Oscar". Esto ha generado acusaciones de que los Premios de la Academia están más influenciados por el marketing que por la calidad. William Friedkin, un director de cine galardonado con un Premio de la Academia y exproductor de la ceremonia, expresó este sentimiento en una conferencia en Nueva York en 2009, describiéndolo como "el mayor esquema de promoción que alguna industria haya ideado para sí mismo".

Tim Dirks, editor de filmsite.org de AMC, ha escrito sobre los Premios de la Academia:
Desafortunadamente, el valor crítico, la visión artística, la influencia cultural y las cualidades innovadoras de muchas películas no tienen el mismo peso de voto. Especialmente desde la década de 1980, los éxitos de taquilla "hechos con fórmulas" con valores de producción brillantes han sido a menudo titanes agradables para el público (y ganadores de la Mejor Película), pero no han sido necesariamente grandes películas con profundidad o aclamación crítica de ninguna manera.
Una técnica reciente que se dice que se utilizó durante la temporada de los Oscar, es la campaña de susurros. Estas campañas están destinadas a difundir las percepciones negativas de otras películas nominadas y se cree que fueron perpetradas por quienes participaron en la creación de la película. Ejemplos de campañas de susurros incluyen las acusaciones contra Zero Dark Thirty que sugieren que justifica la tortura y la afirmación de que Lincoln distorsiona la historia.

### Acusaciones de sesgo
La crítica típica de los Premios de la Academia a la Mejor Película es que entre los ganadores y los nominados hay una sobrerrepresentación de epopeyas históricas románticas, dramas biográficos, dramas románticos y melodramas familiares, la mayoría de los cuales se estrenan en los EE. UU. Durante los últimos tres meses del año del calendario. Los Oscar han sido infamemente conocidos por seleccionar géneros específicos de películas para ser premiados. Esto ha llevado a la acuñación del término 'cebo Oscar', que describe tales películas. Esto ha llevado a veces a críticas más específicas de que la Academia está desconectada de la audiencia, por ejemplo, al favorecer el 'cebo Oscar' sobre los favoritos de la audiencia, o favorecer melodramas históricos sobre películas aclamadas por la crítica que representan temas de la vida actual.

### Alegaciones de falta de diversidad
Los Premios de la Academia han recibido críticas durante mucho tiempo por su falta de diversidad entre los nominados. Esta crítica se basa en las estadísticas de todos los Premios de la Academia desde 1929, lo que nos muestra que solo el 6,4% de los nominados a los premios de la academia no han sido blancos y desde 1991, el 11,2% de los nominados no han sido blancos, siendo la tasa de ganadores aún más polarizante. Más actrices blancas han ganado premios Oscar por las representaciones de los personajes asiáticos de cara amarilla que las actrices asiáticas reales. La 88.ª ceremonia de entrega de premios se convirtió en el objetivo de un boicot, popularizado en las redes sociales con la etiqueta #OscarsSoWhite, basado en la percepción de los críticos de que su lista de nominados de actores totalmente blancos reflejaba prejuicios. En respuesta, la Academia inició cambios "históricos" en la membresía para el año 2020.

### Simbolismo o sentimentalismo
Los premios de actuación en ciertos años han sido criticados por no reconocer actuaciones superiores, sino por ser premiados por su popularidad personal, para compensar un "desaire" por una actuación/trabajo que a tiempo, resultó ser más popular y/o reconocido que el realmente otorgado, o presentado como un "honor profesional" para reconocer todo el cuerpo de trabajo de un nominado distinguido.

### Reconocimiento de la transmisión de películas multimedia
Después de la 91.ª edición de los Premios de la Academia en febrero de 2019, en la que la película de Netflix, Roma, había sido nominada para diez premios, incluida la categoría de Mejor Película, Steven Spielberg y otros miembros de la Academia discutieron el cambio de los requisitos a través de la Junta de Gobernadores para películas que excluyan los de Netflix y otros servicios de transmisión de medios. A Spielberg le preocupaba que Netflix, como estudio de producción y distribución de películas, pudiera gastar mucho más que las típicas películas ganadoras de un Oscar y tener una distribución mucho más amplia y más temprana que otras películas nominadas a la Mejor Película, sin dejar de ser capaz de cumplir con el estado mínimo de rodaje teatral para calificar para un Oscar. El Departamento de Justicia de los Estados Unidos, al enterarse de este posible cambio en las reglas, escribió una carta a la Academia en marzo de 2019, advirtiéndoles que si se imponen restricciones adicionales a las películas que se originan en los servicios de transmisión de medios sin una justificación adecuada, podrían surgir preocupaciones antimonopolio contra el Academia. Después de su reunión de la junta de abril de 2019, la Junta de Gobernadores de la Academia acordó retener las reglas actuales que permiten que las películas de transmisión de medios sean elegibles para los Oscar siempre que disfruten de carreras teatrales limitadas.

### Denegaciones del premio
Algunos ganadores críticos con los Premios de la Academia boicotearon las ceremonias y se negaron a aceptar sus Oscar. El primero en hacerlo fue el guionista Dudley Nichols (Mejor escritura en 1935 para The Informer). Nichols boicoteó la octava ceremonia de los Premios de la Academia debido a conflictos entre la Academia y el Gremio de Escritores. Nichols finalmente aceptó el premio de 1935 tres años después, en la ceremonia de 1938. Nichols fue nominado para otros tres Premios de la Academia durante su carrera.
George C. Scott se convirtió en la segunda persona en rechazar su premio (Mejor actor en 1970 por Patton) en la 43.ª ceremonia de los Premios de la Academia. Scott lo describió como un "desfile de carne", diciendo: "No quiero ninguna parte de él".
La tercera persona en rechazar el premio fue Marlon Brando, quien lo rechazó (Mejor actor por El padrino de 1972), citando la discriminación y el maltrato de los nativos americanos por parte de la industria del cine. En la 45.ª ceremonia de los Premios de la Academia, Brando envió a la actriz y activista de derechos civiles Sacheen Littlefeather a leer un discurso de 15 páginas, detallando sus críticas, que fueron abucheadas por la audiencia.

### Incidentes
En la 89,ª ceremonia de los Premios de la Academia, Warren Beatty y Faye Dunaway anunciaron por error a La La Land como la ganadora del premio a la Mejor Película, en lugar de Moonlight, la verdadera ganadora. Beatty recibió el sobre equivocado y, después de dudar durante el anuncio, le entregó el sobre a Dunaway, que enumeró a Emma Stone como Mejor Actriz para La La Land y provocó la confusión. El ganador apropiado fue anunciado después de los discursos de aceptación de los productores de La La Land Fred Berger, Jordan Horowitz y Marc Platt.
Al año siguiente, Beatty y Dunaway fueron invitados nuevamente como presentadores del premio a la Mejor Película, que lograron sin error.
En la 94.ª ceremonia de los premios, el actor Will Smith le propinó una bofetada al comediante Chris Rock, después de que este hiciera un chiste sobre la alopecia de Jada Pinkett Smith, la esposa de Will. Tal agresión, vista alrededor del mundo por televisión en vivo, resultó en la exclusión de Will en eventos de la Academia por diez años, desde el 8 de abril de 2022. Empero, esto no priva al actor de recibir nominaciones en ceremonias futuras.

### Descalificaciones
Nueve películas han sido descalificadas antes de una ceremonia oficial de premiación porque violaron sus regulaciones:
- El circo (1928) - La Academia retiró voluntariamente la película de las categorías competitivas para otorgarle a Charlie Chaplin un premio especial.
- Hondo (1953) - Eliminado de la boleta de la Mejor Historia después de que las cartas del productor y el candidato cuestionaran su inclusión en la categoría.
- High Society (1955) - Retirado de la boleta de escritura de guiones después de ser confundido con la película de 1956 del mismo título.
- El padrino (1972) - Inicialmente nominado para once premios, su nominación a Mejor partitura original fue revocada después de que se descubriera que su tema principal era muy similar a la música que el compositor de la partitura había escrito para una película anterior. Ninguna de sus otras nominaciones fue revocada, y recibió tres Oscar, incluida la Mejor Película.
- Un lugar en el mundo (1992) - Retirada de la boleta de la Mejor Película de Lengua Extranjera después de que se descubriera que el país que presentó la película ejercía un control artístico insuficiente.
- Tuba Atlantic (2012) - Retirado de la boleta de la Mejor Película de Cortometraje de Acción en vivo cuando se descubrió que la película se emitió por televisión antes de su estreno en cines.
- Alone Yet Not Alone (2014) - La canción principal de la película, "Alone Yet Not Alone", fue eliminada de la boleta de la Mejor Canción Original después de que se descubriera que Bruce Broughton había contactado de manera inapropiada con otros miembros de la rama musical de la academia. Esta fue la primera vez que se retiró una película de una boleta por razones éticas.

Una película fue descalificada después de ganar el premio, y el ganador le devolvió el Oscar:
- Young Americans (1969) - Inicialmente ganó el premio a la Mejor Película Documental, pero luego fue revocado después de que se revelase que se había estrenado antes del período de elegibilidad.